# Élections au pays de Galles

Le Pays de Galles au sein du Royaume-Uni

Le pays de Galles est une nation constitutive du Royaume-Uni. Elle est représentée à la Chambre des communes est constitue une circonscription électorale pour les élections européennes.
Depuis 1999, le pays de Galles dispose d'une Assemblée nationale dotée de compétences propres. En 2020, cette Assemblée devient le Parlement gallois.

## Élections générales britanniques
Étant citoyens britanniques, les Gallois élisent des représentants à la Chambre des Communes du Royaume-Uni, depuis l'incorporation du pays de Galles à ce qui était alors le royaume d'Angleterre en 1536. En 2015, les Gallois disposent de 40 sièges à la Chambre des Communes (sur 650), proportionnellement à leur population. Plusieurs parlementaires représentant une circonscription galloise sont devenus premiers ministres du Royaume-Uni : David Lloyd George, MP de Caernarfon ; Ramsay MacDonald, MP d'Aberavon ; et James Callaghan, MP de Cardiff.
Le pays de Galles est une terre acquise aux Travaillistes. À deux reprises, les Conservateurs n'y ont obtenu aucun député. Voici les résultats des générales britanniques au pays de Galles depuis 1945 :
| Parti | Parti                                              | 1945 | 1951 | 1951 | 1955 | 1959 | 1964 | 1966 | 1970 | 02/1974 | 10/1974 | 1979 | 1983 | 1987 | 1992 | 1997 | 2001 | 2005 | 2010 | 2015 | 2017 |
| ----- | -------------------------------------------------- | ---- | ---- | ---- | ---- | ---- | ---- | ---- | ---- | ------- | ------- | ---- | ---- | ---- | ---- | ---- | ---- | ---- | ---- | ---- | ---- |
|       | Parti travailliste                                 | 25   | 27   | 27   | 27   | 27   | 28   | 32   | 27   | 24      | 23      | 22   | 20   | 24   | 27   | 34   | 34   | 29   | 26   | 25   | 28   |
|       | Parti conservateur                                 | 3    | 3    | 5    | 5    | 6    | 6    | 3    | 7    | 8       | 8       | 11   | 14   | 8    | 6    | 0    | 0    | 3    | 8    | 11   | 8    |
|       | Plaid Cymru                                        | 0    | 0    | 0    | 0    | 0    | 0    | 0    | 0    | 2       | 3       | 2    | 2    | 3    | 4    | 4    | 4    | 3    | 3    | 3    | 4    |
|       | Parti libéral / SDP-Libéraux / Libéraux-démocrates | 7    | 5    | 3    | 3    | 2    | 2    | 1    | 1    | 2       | 2       | 1    | 2    | 3    | 1    | 2    | 2    | 4    | 3    | 1    | 0    |
|       | Autres                                             | 1    | 1    | 1    | 1    | 1    | 0    | 0    | 1    | 0       | 0       | 0    | 0    | 1    | 0    | 0    | 1    | 1    | 0    | 0    | 0    |

## Élections européennes
De 1979 à 1994, le pays de Galles comprend quatre circonscriptions uninominales. Un cinquième siège est brièvement créé en 1994. 
En 1999, le mode de scrutin devient proportionnel et le pays de Galles constitue une circonscription européenne élisant cinq (1999) puis quatre députés (depuis 2004).
| Parti | Parti                                              | 1979 | 1984 | 1989 | 1994 | 1999 | 2004 | 2009 | 2014 |
| ----- | -------------------------------------------------- | ---- | ---- | ---- | ---- | ---- | ---- | ---- | ---- |
|       | Parti travailliste                                 | 3    | 3    | 4    | 5    | 2    | 2    | 1    | 1    |
|       | Plaid Cymru                                        | 0    | 0    | 0    | 0    | 2    | 1    | 1    | 1    |
|       | Parti conservateur                                 | 1    | 1    | 0    | 0    | 1    | 1    | 1    | 1    |
|       | Parti libéral / SDP-Libéraux / Libéraux-démocrates | 0    | 0    | 0    | 0    | 0    | 0    | 0    | 0    |
|       | UKIP                                               | n/a  | n/a  | n/a  | 0    | 0    | 0    | 1    | 1    |
|       | Autres                                             | 0    | 0    | 0    | 0    | 0    | 0    | 0    | 0    |

## Élections législatives galloises
Les Gallois acceptent par référendum en 1997 la mise en place d'un gouvernement gallois, comprenant une Assemblée nationale et un gouvernement responsable.
Le système électoral se distingue de celui des élections britanniques. Lors des élections législatives galloises, chaque citoyen dispose de deux bulletins de vote : un pour élire le député de sa circonscription (il y en a quarante), au scrutin uninominal majoritaire à un tour, et un pour un parti (ou candidat sans étiquette) sur un scrutin de liste, au scrutin proportionnel plurinominal. Pour ce scrutin de liste, le pays est divisé en cinq régions, élisant chacune quatre députés. Ainsi, l'Assemblée compte soixante membres.
Les premières élections ont lieu le 6 mai 1999 ; le Parti travailliste gallois y remporte une majorité relative des sièges, et forme un gouvernement minoritaire.
Voici les résultats des élections législatives galloises depuis 1999. À noter qu'avant octobre 2000, le chef du gouvernement porte le titre de « Premier secrétaire pour le pays de Galles » (First Secretary for Wales ; en gallois, Prif Ysgrifennydd Cymru). Depuis octobre 2000, l'exécutif est mené par le Premier ministre du pays de Galles (First Minister of Wales, Prif Weinidog Cymru). Le nombre de sièges est indiqué en gras si le parti participe au gouvernement à la suite de cette élection.
| Parti | Parti                       | Élections de 1999 | Élections de 2003 | Élections de 2007 | Élections de 2011 | Élections de 2016 | Élections de 2021 |
| ----- | --------------------------- | ----------------- | ----------------- | ----------------- | ----------------- | ----------------- | ----------------- |
|       | Parti travailliste gallois  | 28                | 30                | 26                | 30                | 29                | 30                |
|       | Plaid Cymru                 | 17                | 12                | 15                | 11                | 12                | 13                |
|       | Conservateurs gallois       | 9                 | 11                | 12                | 14                | 11                | 16                |
|       | UKIP                        | —                 | —                 | —                 | —                 | 7                 | —                 |
|       | Libéraux-démocrates gallois | 6                 | 6                 | 6                 | 5                 | 1                 | 1                 |
|       | Indépendants                | —                 | 1                 | 1                 | —                 | —                 | —                 |